# Альберини, Филотео
Филотео Альберини (итал. Filoteo Alberini; 14 марта 1867, Орте — 12 апреля 1937, Рим) — итальянский режиссёр, является одним из пионеров кинематографа, снявший первый итальянский фильм, который запечатлел визит королевской четы во Флоренцию.

## Биография
Филотео Альберини начал работать в своей родной стране в качестве «фактотума», а после военной службы был нанят Военно-географическим институтом Флоренции.
В 1894 году, вдохновлённый изобретением Томаса Эдисона кинетоскопом, режиссёр изобретает и патентует кинетограф, аппарат для записи движущегося изображения на киноплёнку, получивший итальянский патент 11 ноября 1895 года.
Очарованный этим изобретением и формой искусства, Альберини в 1904 с его другом Данте Сантони создают компанию «Primo Settiento Italiano di Manifattura Cinematografica Alberini e Santoni», которая в 1906 году сменила своё название на «Cines». Компания находилась в Риме, район Сан-Джовани. В 1899 году Альберини открывает первый в Италии кинозал Royal Cinema Lumiere. Однако в 1900 году Рондини, другой предприниматель, открыл комнату Эдисона во Флоренции, которая заставила Альберини закрыть его кинозал.
В 1904 году в Риме на площади Эседра он открыл кинотеатр «Moderno» — первый проецированный зал в столице.
В 1905 году он снял «Взятие Рима» (La presa di Roma), это один из первых итальянских художественных фильмов. Фильм был разделён на семь картин, которые повторяли эпизоды 20 сентября 1870 года, взятие Рима итальянскими войсками. Картины были разделены так:
1. Битва у Мульвиева моста
2. Отказ в капитуляции, генерал папской области Герман Канцлер
3. Прибытие Стрелков
4. Пролом порта Пиа
5. Прибытие Снайперов в городе
6. Выход Пия IX с белыv флагом на собор Святого Петра
7. Торжества итальянских войск.

За свою карьеру в кино, Альберини выпустил 134 художественных, 36 документальных и 57 комедийных фильмов. Многие из них восстановлены и сохранены Национальной библиотекой фильмов[уточнить].

## Фильмография
Режиссёр
- 1905 — Волшебство золота (La Malia dell’oro)
- 1905 — Нарушенное интервью (Un Colloquio disturbato)
- 1905 — Современная гимнастика (Ginnastica moderna)
- 1905 — Взятие Рима (La Presa di Roma)
- 1905 — В отсутствие мастеров (Nell’assenza dei padroni)
- 1906 — Месть игроков (Vendetta di suonatori)
- 1906 — Пиррот любви (Pierrot innamorato)
- 1906 — Поиск скота в римской деревне (La Merca del bestiame nell’agro romano)
- 1906 — Показ лошадей (Concorso ippico)
- 1906 — Водопад Марморе около Терни (La Cascata delle Marmore presso Terni)
- 1906 — Рождественская ёлка (L’Albero di Natale)
- 1906 — Посещение королевств Греции в Риме (Visita dei reali di Grecia a Roma)
- 1907 — Инаугурация Выставки Катании (Inaugurazione dell’Esposizione di Catania)

Постановщик картин
- 1905 — Взятие Рима (La presa di Roma)
- 1906 — Том Батлер (Tom Butler)
- 1906 — Провиденциальный обед (Pranzo provvidenziale)
- 1906 — Электрическая батарея (La pila elettrica)
- 1906 — Цыганка (La gitana)
- 1906 — После мяча (Dopo un veglione)
- 1906 — Сердце и страна (Cuore e patria)
- 1906 — Признание по телефону (La confessione per telefono)
- 1906 — Трагичесская свадьба (Nozze tragiche)
- 1906 — Десерты Лулу (Il dessert di Lulù)
- 1906 — Крыса невесты на велосипеде (Il ratto di una sposa in bicicletta)
- 1906 — Мирские часы (Le ore di una mondana)
- 1906 — Сервисный пожарный (Il pompiere di servizio)
- 1906 — Деревенская честь (Onore rusticano)
- 1906 — Отелло (Otello)
- 1907 — Грустная молодежь (Triste giovinezza)
- 1909 — Бедная мать! (Povera madre!)
- 1909 — Дон Карлион (Don Carlos)
- 1910 — Мессалина (Messalina)
- 1910 — Драма на границе (Dramma alla frontiera)

Продюсер
- 1907 — Раффаелло и Форнарина (Raffaello e la Fornarina)
- 1909 — Зигфрид (Siegfried)
- 1909 — Маленький гаребальд (Il piccolo garibaldino)
- 1909 — Парсифаль (Parsifal)
- 1909 — Мессинский пролив (Lo stretto di Messina)
- 1911 — Брут (Brutus)

## Интересные факты
В его честь, в городе Орте организован фестиваль короткометражных фильмов, под художественным руководством Антонио Панталеони, Эмануэле Моретти и Леонардо Джоаккини. Кроме того, кинотеатр в городе назван в его честь, которым управляет семья Джоаккини в течение многих лет.